# Drapeau de l'Étoile du matin
Le drapeau de l'Étoile du matin (en indonésien : Bendera Bintang Kejora ; en néerlandais : Morgenster vlag) était un drapeau utilisé pour la Nouvelle-Guinée néerlandaise (complémentairement au drapeau des Pays-Bas). Il a été levé pour la première fois le 1er décembre 1961, avant que le territoire ne soit placé sous l'Autorité exécutive temporaire des Nations unies (UNTEA) le 1er octobre 1962.
Le drapeau est utilisé par l'Organisation pour une Papouasie libre et d'autres partisans de l'indépendance. En vertu de la loi spéciale sur l'autonomie de la Papouasie, ratifiée en 2002, le drapeau peut être levé en Papouasie à condition que le drapeau de l'Indonésie le soit également et qu'il soit plus haut que le drapeau de l'Étoile du matin. Le drapeau consiste en une bande verticale rouge le long du treuil, avec une étoile blanche à cinq branches au centre et de treize bandes horizontales, alternant le bleu et le blanc, avec sept bandes bleues et six blanches.

## Histoire
Après les élections locales de février 1961, le Conseil de la Nouvelle-Guinée, composé de 28 membres, prêta serment dans le bureau du gouverneur P. J. Platteel le 1er avril 1961. L'inauguration de ce Conseil fut enregistré par l'Australie, le Royaume-Uni, la France, la Nouvelle-Zélande et d'autres pays du Forum du Pacifique Sud, à l'exception des États-Unis,. Le Conseil chargea un comité national de rédiger un manifeste exprimant un désir d'indépendance et de concevoir un drapeau ainsi qu'un hymne à la mesure de ce désir,,. La conception du drapeau est attribuée à Nicolaas Jouwe. Le Conseil de Nouvelle-Guinée dans son ensemble a approuvé ces actions le 30 octobre 1961 et le premier drapeau de l'Étoile du matin a été présenté au gouverneur Platteel le 31 octobre 1961,.
Une cérémonie d'inauguration a eu lieu le 1er décembre 1961, le drapeau étant officiellement levé pour la première fois devant le bâtiment du Conseil en présence du gouverneur et du drapeau néerlandais,,.
Le 1er juillet 1971 à Markas Victoria en Papouasie occidentale, le brigadier-général Seth Jafeth Rumkorem, dirigeant du mouvement indépendantiste Organisation pour une Papouasie libre proclama unilatéralement la République de Papouasie occidentale, en tant que république démocratique indépendante  Le drapeau de l'Étoile du matin a été déclaré drapeau national à cette occasion.

## Usage moderne
L'Étoile du matin est hissée par des mouvements indépendantistes et des partisans du monde entier. Des cérémonies spéciales ont lieu le 1er décembre de chaque année pour commémorer la première levée du drapeau en 1961. Les autorités indonésiennes considèrent que hisser ce drapeau symbolise l'indépendance et défie la souveraineté indonésienne.

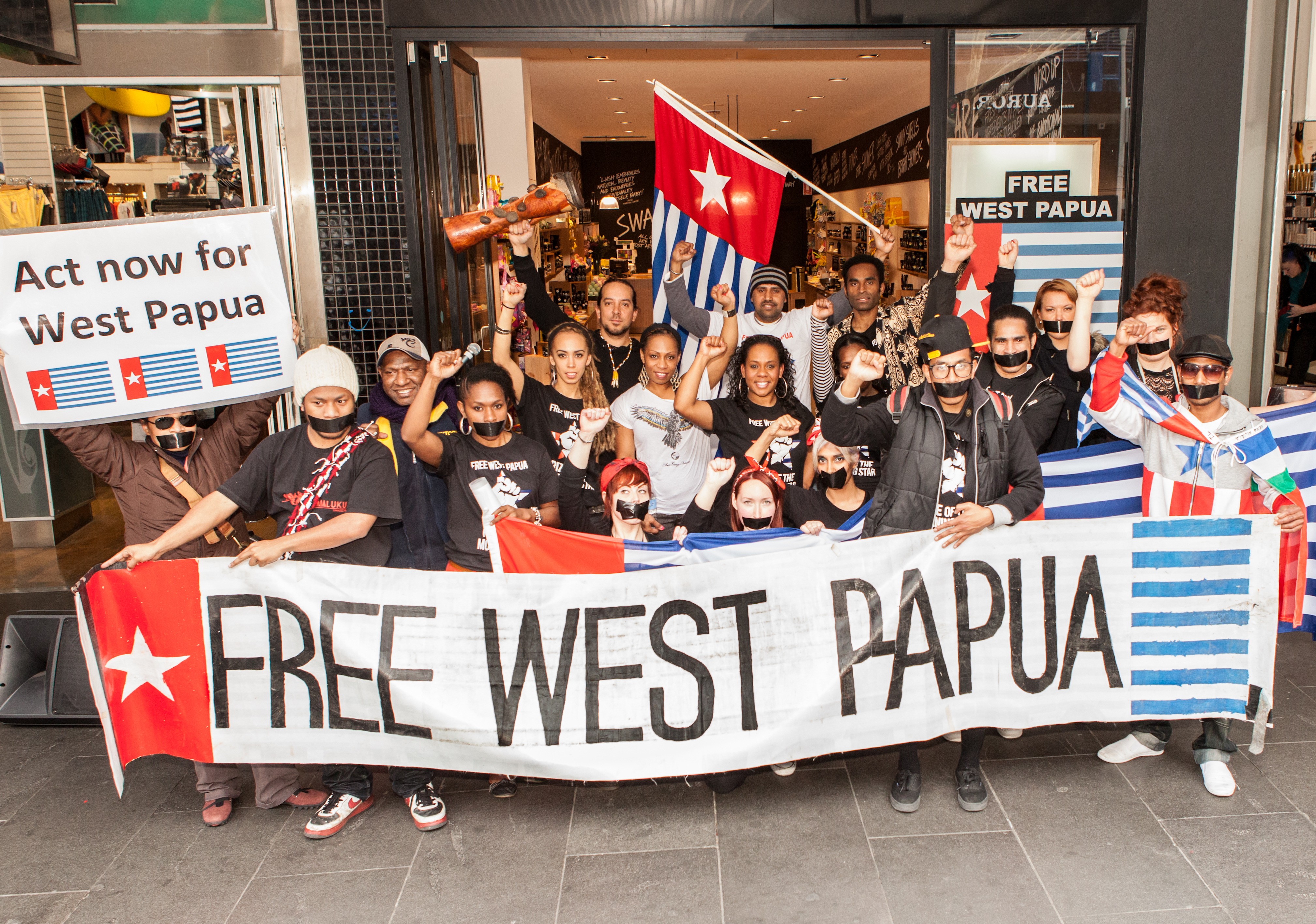
Manifestation pour l'indépendance de la Papouasie occidentale à Melbourne, août 2012.

Filep Karma et Yusak Pakage, deux hommes politiques papous, ont été condamnés à des peines respectives de 15 et 10 ans d'emprisonnement pour avoir hissé le drapeau à Jayapura en 2004,. Pakage a été libéré en 2010 après avoir été incarcéré cinq ans. Karma a été libéré en novembre 2015 et aurait été maltraité par les autorités pénitentiaires pendant son incarcération. Amnesty International a estimé que les deux hommes étaient des prisonniers d'opinion et a qualifié le cas Karma de prioritaire en 2011.